# Lubna Olayan
Lubna Suliman al-Olayan (árabe: لبنى سلیمان العليان; Unaizah, 04 de agosto de 1955) é uma empresária saudita e ex-CEO e Vice-Presidente da Olayan Financing Company.
Ela faz parte da família mais rica do Oriente Médio, é bacharel em Agricultura pela Universidade de Cornell nos Estados Unidos da América e possui um mestrado em administração de empresas pela Universidade de Indiana. Olayan começou a trabalhar no Grupo Olayan sob a orientação e liderança de seu pai em 1983. Depois, casou-se com John Xefos, um advogado internacional, e é mãe de três filhas.

## Biografia
Ela faz parte dos conselhos da WPP e do Saudi Hollandi Bank (agora Alawwal Bank), bem como dos Conselhos Consultivos Internacionais da Rolls-Royce e da Citigroup.
Olayan foi a Diretora Executiva da Olayan Financing Company (OFC), a entidade controladora das operações do Grupo Olayan nA Arábia Saudita e no Oriente Médio até 1º de maio de 2019, quando foi substituída por Jonathan Franklin. Ela está no conselho do grupo junto com seu irmão Khaled e suas irmãs Hayat e Hutham. Acredita-se que a família acumulou uma fortuna que ultrapassa US$12 bilhões.
O grupo Olayan foi fundado em 1947 por seu pai, o falecido empreendedor Sulaiman S. Olayan, atualmente é uma empresa multinacional privada envolvida em distribuição, manufatura, serviços e investimentos. A OFC opera ou participa ativamente em mais de 40 empresas, muitas vezes em parceria com multinacionais líderes. A OFC também é um dos maiores investidores nos mercados de ações da Arábia Saudita e da região. Em abril de 2019, Olayan anunciou sua aposentadoria como CEO da Olayan Financing Company.
Em 16 de junho de 2019, Olayan foi nomeada Presidente do Saudi British Bank (SABB), tornando-se a primeira mulher saudita a chefiar um banco. Ela foi renomeada em janeiro de 2020 para cumprir um mandato de três anos e assumiu a posição após a fusão entre o SABB e o Alawwal Bank. Em janeiro de 2023, ela foi novamente reeleita como Presidente do Conselho de Administração (BOD) para mais um mandato de três anos.